# 扁尾陸龜
扁尾陸龜（Pyxis planicauda），又名扁尾蛛網龜或平背陸龜，是馬達加斯加特有的一種龜。

## 分佈
馬達加斯加西部特有物種。

## 特徵
扁尾陸龜可生長至13.7厘米，甲殼相當平坦，甲殼後面邊緣是尖銳的鋸齒，甲板的顏色是黑色的，成長後會慢慢變成淺棕色，甲與甲之間的邊緣會有淺棕色或黃色斑點。背甲與腹甲之間沒有鉸鏈，腹甲的顏色是黃色的，有褐色的斑點，斑點顏色較為暗淡。
頭部呈黃色而且有黑色斑點，但不同的個體差異是很大的。喙的上頜骨和下頜骨是黃色的，四肢呈淺棕色的。而尾巴是平的，因而得出扁尾陸龜的名字。

## 分類
扁尾陸龜早前是歸納為蛛網龜屬中蛛網陸龜的亞種，其後才被獨立為蛛網龜屬中的另一種。

## 習性
居住乾燥的落葉林中，在雨季期間，牠們在降雨後會立即積極活動，在乾燥的季節 ，牠們或會睡在枯樹和葉下。
主要為素食性，會進食腐蝕植物的葉、莖、果。
卵生形式繁殖，多數一年只下蛋一次年（很少機會下兩次）。

## 保育現況
由於發展和棲息地的破壞及過度捕捉為寵物，引致扁尾陸龜的數目暴跌。在2000年，扁尾陸龜仍有幾百頭被出口至外地。而於2002年，瀕危野生動植物種國際貿易公約扁尾陸龜收錄於附錄I中，以免數量進一步下跌。
可能是作為寵物飼養，早年扁尾陸龜也有被進口到日本，但因為它被刊登在CITES附錄I中，因而現時已禁止國際間扁尾陸龜的交易。